# AUKUS

Austrália, Reino Unido e Estados Unidos em azul no mapa mundial

AUKUS (acrônimo do Inglês Australia, United Kingdom, United States) é uma aliança militar tripartida formada pela Austrália, os EUA e o Reino Unido. Tornado público em 15 de setembro de 2021, visa combater o expansionismo chinês no Indo-Pacífico. Esta aliança sucede ANZUS, enquanto exclui a Nova Zelândia, que recusa o acesso de navios nucleares às suas águas sob uma política de zona livre de armas nucleares implementada em 1984.

## Descrição
Essa é a maior parceria no setor de defesa em décadas para esses países, que têm demonstrado preocupações nos últimos anos com a crescente presença militar da China na região do Indo-Pacífico (que inclui os oceanos Índico e Pacífico).
O pacto militar, conhecido como Aukus, permitirá que a Austrália construa submarinos de propulsão nuclear pela primeira vez, a partir de tecnologia americana.
Os críticos australianos do acordo lembram que a Austrália assinou acordos com o Japão, depois com a França, depois com os Estados Unidos (em setembro de 2021) e possivelmente com o Reino Unido. O primeiro-ministro australiano, Scott Morrison, rejeitou as críticas de que os fundos do contribuinte foram desperdiçados no programa francês, chamando-o de "investimento". Custo e prazo antes que os submarinos nucleares da Austrália possam navegar para o mar ainda precisam ser determinados; Morrisson espera que o primeiro submarino possa "ser entregue antes do final da próxima década". Na esteira do acordo, indica aumento dos gastos militares do país, que representam 2,1% do PIB em 2021, sem indicar a extensão destes no futuro.